# ロズウェル・リポート
『ロズウェル・リポート』("The Roswell Report")とは、1994/5年と1997年にアメリカ空軍によって発表された、ロズウェルUFO事件についての二つの報告書のことである。1947年にニューメキシコ州ロズウェル近辺からの異星人および彼らの乗り物が回収されたという、ロズウェルUFO事件についての懐疑的にみられることの多い解釈の多くは、この二つの報告書が下地となっている。
1994/5年の最初の報告、The Roswell Report: Fact verses Fiction in the New Mexico Desert『ロズウェル・リポート: ニューメキシコ州の砂漠での事実vs空想』は、モーグル計画と呼ばれる秘密の軍の調査計画を、1947年に報告された残骸の存在の原因として同定した。1997年の第二の報告、The Roswell Report: Case Closed『ロズウェル・リポート: 事件解決』は、異星人回収の報告は、軍の計画または事故を誤認したものだろうと結論づけている。

## 1994/5年の空軍報告
1990年代中ごろまでに、ロズウェルUFO事件は、異星人の隠蔽を示唆する多数の本を作り出す小産業を生み出し、ロズウェルという街自体も有名なUFO関連アトラクションに集まる旅行者の観光地に変化していた。
1997年のCNN/Time をはじめとする複数の世論調査は、アメリカ人の大多数は、政府が異星人の存在する証拠を隠していると信じており、中でも特にロズウェル事件において異星人が回収されたと信じていることを示した。
そうした背景をふまえ、1947年にロズウェルで本当は何が起きていたのかについて、多くの人々がアメリカ政府からの答えを要求していた。そして1994年1月、下院議員スティーヴン・シフSteven Schiffはアメリカ合衆国議会の調査支局である会計検査院（GAO）に、この問題を調査するよう要請した。翌月、GAOの企画した公式監査が空軍に通知された。調査対象となる機関は空軍だけではなかったが、申し立てられている「隠蔽」に、もっとも関与したと一貫して認められているため、空軍が調査の焦点とされた。なお、1947年9月にアメリカ陸軍航空軍はアメリカ空軍となっており、全ての隊員、装備、記録その他を受け継いでいる。空軍長官はその後、事件についてのあらゆる情報を明らかにするよう調査を命令した(pp.1,10-11)。結果は、The Roswell Report: Fact versus Fiction in the New Mexico Desert と題された1000ページ近くの報告となり、1994年および1995年に発表された。この報告は、フォスター牧場で見つかった残骸の原形物らしきものを、初めて特定したことで重要である：モーグル計画と呼ばれる、軍の秘密計画に由来する気球の残骸。以前にもほかの数人がモーグル計画で使用された気球をこの残骸のありうる候補として示していた。しかしながらこの報告は、それ以前には明らかにされたことがない特定の内容を有していた。それは多くの者に、「事件」が説明づけられたと結論させた。

### 手法
この報告に用いられた調査手法は、事件についての多数の本にある主張と目撃談に基づいて、関連する記録があると思われる部局からの、空軍の記録を体系的に調査することだった(p.15)。報告によると、それらの本はほとんど決まって隠蔽があったと主張していた。また調査では、一部の懐疑論者の記事と著者たちにも助言を求めた。
これらの主張の多くは「伝聞証拠のもの、記録に残っていないもの、文脈から差し引かれるもの、利己的なもの、さもなければ疑わしいもの」のように判断され、その著者たちのあいだですら論争になっていた。そのため、全てのさまざまな主張について一点一点間違いであることを証明しようと試みるのは無意味であると判断された(p.16)。
主張を評価する困難さの例として、報告では隠蔽の調査を挙げている。隠蔽があったとする主張においては、名前とシリアルナンバーから研究家たちが捜し出した、「2ダースをこえる」数の隊員がロズウェルに配置されたと述べている。しかしこれらの名前とシリアルナンバーは、研究家たちが「各隊員がロズウェル陸軍飛行場に勤めていたとを立証」できたと主張していたにもかかわらず、軍の資料には見つけられなかった。空軍の調査官は研究家たちが挙げる11人の名前を捜した。しかし研究家たちは11人のシリアルナンバーを挙げることはしなかったので、調査官は名前だけを用いて8人の記録をすぐに見つけだし、他の3人は複数の可能な候補に共通した名前だった、と調査官は述べた。さらに見つけた8人のうちの一人は1951年に死んでいたが、研究家たちは何年も後に同じ人物、あるいはその名前を持つ誰か、をインタビューしたと主張していることを報告は記した。
事件についての疑問に答えられる目撃者も捜し出された。47年が経過していたことから、関与した多くの人が今では死亡しており、実際の残骸の回収に関与していたと普遍的に合意できる人物は一名だけ―シェリダン・キャヴィットSheridan Cavitt―がまだ生存していた。彼は、他の人たち同様にインタビューを受けた。研究家からの「隠蔽」の非難が出ることが予期されたため、インタビューの内容を保証するために、インタビュアーには空軍長官(SAF)と空軍の上級安全保障官（Senior Security Official）から、彼らが知っているかもしれないあらゆる機密情報を議論する権限を与えられた。調査が行われたことで発生した特定の疑問に、その目撃者が答えられそうな場合を除いて、研究者たちによって挙げられた、個々および全ての目撃者たちに接触する試みはなされなかった。一部の事例では、調査に有用な記録を保管していた場合は、死亡した目撃者たちの遺族が調査を受けた。
空軍長官は空軍に「最高の機密と区分」にある記録、および特に異常な性質を持つあらゆることに関係する記録、を明らかにするよう指導した(p.17)。異星人またはUFOの回収は、どうも特別アクセス計画（Special Access Program・SAP）の高度な保護と管理プロトコルの支配下にあるらしかった。そこで存在していたあらゆるSAPが明らかにされるよう命令された。しかし何も存在しなかった、と報告された。これらの計画が秘密裏に存在していた場合、上官がそれに気づくことなしに、あるいはそれらの存在を記録する書面なしに、空軍を通して資金が出ることはなかっただろう、と報告は記している(p.18)。
これらの計画の存在への否定的な返答は、そういった記録が見つかるだろうと想定された、さまざまな場所の公文書や記録に調査の焦点を絞るはこびとなった。調査官たちは、複雑な公文書システムのいたるところで、彼らを協力できた公文書館員たちと歴史学者たちに助けられた。

### 異星人論の除外による事件の説明
集められた証拠に基づき、1947年の事件の正体は、飛行機の墜落、ミサイルの墜落、核事故、あるいは地球外の乗り物の回収ではなかった、と報告は結論づけた。明らかに、後者の結論は説明の鍵となるものだった。「……調査では、軍のある秘密作戦や他の何かにおいて、ロズウェル近辺に宇宙船が墜落した、あるいは異星人の乗員がそこから回収されたという、絶対にいかなる種類の[下線は原文]証拠も示されない」(p.20)。当時の軍の主要な目的は、もっと地に足のついた何かに向けられていた、と報告は記している: 「全ての報告は……懸念の焦点は異星人、敵国やその他にではなく、ソビエト連邦に合わせられていたことを示す」。
一部の人たちがこの報告自体を「隠蔽」の一部だと決めつけ、おそらくロズウェルかその近くで異星人が回収されたことを裏づける証拠は隠されたままであるか、あるいは破壊されたのだ、と主張することは報告も認めている。これは反証するのがほとんど不可能な主張である。しかし、そういった影響力の強いできごとの隠蔽作戦には、大きな活動が確実に関連するはずだが、そういった活動があったことを示す証拠もまた完全に欠けている。これは、何かが隠されていたのだという主張の根拠が極めて薄弱であることを示している。「意図が未知である異星人の乗り物が、アメリカ領土に入り込んだ場合に必然的に生成されるだろう、警告、警戒態勢の告知、あるいはより高度な作戦活動が報告されたことを示すものはない」。報告はまた、数人の特定の高位の将官が、問題の時期のあいだに異星人の回収と隠蔽をとりまく活動に従事したという主張を、彼らの実際の文書に記録された活動を追跡することで論駁している。
事件の原因として異星人の回収を除外する中で、報告は次のように結論づけた: 「……人類の歴史において"分水嶺となる事件"の一つである何らかのできごとが起こったのだとしたら、アメリカ軍は確実に、平然と、鷹揚とした態度で応対する。この事例では、軍はロズウェルだけでなく全米の、何千人もの兵士と航空兵に、平然と活動し、普段どおりの勤務を行い、報告するふりをさせ、怪しい性質の事務書類は絶対に作成しないよう命令しなくてはならなかっただろう。同時に20年かそれ以上の未来において、大衆に政府文書を調査し探求するという大きな裁量を与える、広範囲な情報公開法が利用可能となることを見越さなくてはならなかっただろう。記録はこれらのどれもが起きていなかったことを示している（あるいはそれが起こったとすれば、それはとても効果的で堅固なセキュリティシステムによって制御されたものである。アメリカでもその他の国でも、その後誰もそのようなシステムを複製できなかった。そういったシステムが当時に有効であったとしたら、それはアメリカの原子力機密をソビエトから防護するのにも使われただろう。そして、それが明白に事実でないことは歴史が示している）。調査された記録は、そういった洗練された効果的なセキュリティシステムが存在しなかったことを確認する」(pp.21-22)。

### モーグルの残骸の、もととなったものの認定
報告は、残骸の候補に挙げられた複数のものを除外し、証拠が示す残骸の正体と信じられているものを特定した。
報告によると、当時の新聞の記事と連邦捜査局(FBI)のテレックスは気球タイプの物体を示していた。また報告によると、The Roswell Eventsなどに見られる宣誓供述書の内容では、その記述も気球タイプの残骸としばしば一致した（目撃者たちが言った内容に関し、研究家たちが述べていることと反して）。「人物の多くが……彼らがこの事件について何か地球外的なものがあったと考えていると意見を表明したけれども、彼らの多数が実際は気球からの残骸にひどく似ている物体を叙述していた」(p.22)。引用された目撃者の陳述は、ジェシー・マーセル・ジュニア（Jesse Marcel Jr）、ロレッタ・プロクター（Loretta Proctor、マック・ブレイゼルの隣人）、ベシー・シュライバー（Bessie Schreiber、旧姓ブレイゼル）、サリー・ストリックランド・タドリーニ（Sally Strickland Tadolini、もう一人の隣人）およびロバート・ポーター（Robert Porter）からのものであった。調査官たちはさらに、気球に一致する物体を叙述したシェリダン・キャヴィットと、フォートワースで彼が見たものを叙述したアーヴィング・ニュートン（Irving Newton）にインタビューした。
GAOの要求の範囲が「気球観測用気球」を含んでいたことから、そういった計画への参照も求められ、モーグル計画についての文書がすぐに浮上した。それらは、問題の時間帯である1947年6月と7月に、アラモゴード陸軍飛行場（今のホロマン空軍基地）とホワイトサンズから放球された、気球を用いた秘密の計画に関するものだったために、調査の対象となった。モーグル計画は高層大気における低周波音響を監視することで、ソビエトの核実験を検知できるかどうかを評価するよう構想された調査計画だった。この計画はニューヨーク大学/ワシントン研究所の共同で行われた。後に明らかとなった、この調査の鍵となる人物は、まだ存命である: 調査監督、アゼルスタン・F・スピルハウス博士（Dr. Athelstan F. Spilhaus）計画技師、チャールズ・B・ムーア教授（Professor Charles B. Moore）そして軍の計画将校、アルバート・C・トラコウスキ大佐（Colonel Albert C. Trakowski）。彼らは全てこの報告のためにインタビューされた。
モーグル計画は高度に秘匿された計画であり、多くの当事者たちは調査の真の性質を知らなかった。ムーア教授自身はこの報告が編纂される少し前まで、この計画の名前を知らなかった。
報告から: 「現場の計画技師、ムーア教授は、彼のチームの取り組みに関する詳細な情報を提供した。彼らが最初にニューメキシコ州に到着した時に、彼らは全ての必要な装置を持っておらず、レーダー標的が気球を追跡するのに使われたことを彼は思い出した。初期の開発途上のレーダー標的の一部は、おもちゃや珍品の会社によって製造された。これらの標的は、立体凧の構成にいくぶん似ている多面反射板を形づくるため、アルミニウム「フォイル」またはフォイルに裏張りされた紙、耐久性を強化するための「エルマータイプの」のり（木工用のり）が塗られたバルサ材の梁、アセテートおよび/またはクロス補強テープ、一本のまたは撚り合わされたナイロン糸、真鍮のひも通し孔、そしてスイベルから作られていた。これらの標的の一部は、シンボルが印刷された、紫がかったテープで組み立てられていた。
ニューヨーク大学のグループの実験記録の要約によると、フライトAからフライト7(1946年11月20日-1947年6月2日)はネオプレン製の気象観測気球でなされた（後の飛行はポリエチレン気球でなされた）。ムーア教授はネオプレン気球は日光中での劣化の影響を受けやすく、乳白色から暗灰色になったと述べた。
彼は砂漠の中に着地した反射板と、搭載物を伴う気球の残骸を見つけたと記載した: 破裂してずたずたになったネオプレンは「たった数日の太陽への露出のため、ほとんど暗灰色か黒色の薄片、または灰に見えた。ネオプレンの中の可塑剤と抗酸化剤が独特の酸っぱい臭いを放出しており、気球の物質とレーダー標的の物質が地上に戻った後に地表風によって撒き散らされたのだろう」。1947年の、レイミー将軍の記者会見を撮った地元新聞の写真と、牧場で回収された残骸を取り扱ったと推測される、個人による一般書籍の中の叙述の調査に基づき、ムーア教授は物体は複数のレーダー反射板を伴う複数のネオプレン気球のずたずたになった残骸とするのが最も妥当だという意見を述べた。ムーアの科学的意見では、キャヴィットによって叙述された物体と「黒い箱」は、フライト4という「業務飛行型」に搭載されたものであった可能性が最も高い。フライト4は、厚紙で作られていた典型的な気象ラジオゾンデとは違う、円柱形のソノブイと箱に収められた気象機器の一部を搭載していた。さらに、当時の専門雑誌のコピーが一冊、A・P・クレイリー（A. P. Crary）によって保存されており、彼の未亡人によって空軍へと提供された。これはフライト4が1947年6月4日に、ニューヨーク大学のグループによって放球されたが、回収されなかったことを示していた。この極秘計画の、非機密の構成要素から作られた、気球隊列（フライト4）は、ニューメキシコ州ロズウェルの北西数マイルに止まり、地表風の中でずたずたにされていき、最後は10日後に牧場主ブレイゼルによって見つけられた、というのが可能性として非常にありえることである(pp.26-27)。
報告によれば、数人の他の研究家は独自にモーグルがフォスター牧場の残骸の源であったとの結論に達していた。そのうちの一人はカール・フロック（Karl Pflock）であり、この意見を空軍が発表する少し前に出版していた。ところが、フロックは、異星人の死体が回収された数マイル離れたところで、同時にもう一つの事件が起こったとも結論している。報告はこの「信用できない同時発生」を裏付ける情報は何も発見していないと記した(p.28)。
結論において、報告はこう述べた: 「空軍の調査は「ロズウェル事件」がUFOの出来事であったとするいかなる情報も突き止められず、発展もさせられなかった。全ての利用可能な公式の資料は、それらの資料自体はロズウェルに直接取り組んだものではないけれども、ブレイゼル牧場から回収された残骸の起源はモーグル計画の気球隊列のひとつに由来したことを示している」(p.30)。
この報告では異星人についての言及はほとんど完全になされなかったが、それについては五つの点が挙げられた: モーグル計画には異星人の乗客はいなかった; ロズウェルに異星人がいたと主張する人たちは、何の、どこの、そして何人の異星人が回収されたと思われるかについて合意ができておらず、これらの主張の多くがでっちあげであると証明されている; 異星人の主張はしばしば偽名を用いた人々によってなされる; 長いスパンの時間が善意の目撃者に過去の出来事の誤った解釈を引き起こさせているだろう(pp.30-31)。

### 報告についての批判
ケヴィン・ランドルKevin Randle(p.214)とスタントン・フリードマンなどの批評家たちは、この「1,000ページの報告」が、実際は豊富な支持文書を伴う23ページの報告であることを指摘した。支持文書には「誰も要求などしていないモーグル計画についての情報」も含まれる(p.113)。
フリードマンはロズウェル報告を「偽の情報が詰め込まれ、宣伝家の標準的戦術を用いたもの: データの選択的採用、罵倒、およびくどくどとした嘘の推論」であると記述した(p.112)。ランドルはこの報告を「利用可能な証拠の、限られた調査と限られたインタビューが、念頭にある使命のもとに行われたものである。それは、実際は、単に沈黙の共謀の本のもう一ページである」と記述した(p.222)。
この報告の、幾つかの特定の領域が批評家によって欠陥があると見られている:
モーグルへの文書がない: 批評家たちの指摘はこうである。添付文書の事実につき、文書で述べられている信頼性の全てを考慮すると、モーグルを事件に結びつける文書は一つも発見されず、当時の記述に合うようなモーグルの装置は製造されていなかった。それにもかかわらず、報告はモーグルがもっともらしい説明であると結論づけた。マーク・ロドガー（Mark Rodeghier）とマーク・チェズニー（Mark Chesney）は以下のように述べた: 「空軍が証明しているいかなる物理的証拠、あるいはモーグル計画による気球が回収されたと明白に述べる文書の証拠が見つけられなかった……ことは明らかである……。第二に、空軍は、1947年のモーグル気球の現物を持っておらず、目撃者にそれを示して肯定的な同定をもたらしていない」。ランドルも同様の指摘をしている(p.222)。
モーグルは、回収されたと報告された残骸に似ていない: 一部の批評家によると、1947年に回収されたものが何であろうとも、多くの目撃者たちによって記述される通りなら、それはモーグルの物体についての報告の記述とは合致しない。フリードマンによると、「回収された物体は、モーグル気球の構成要素とは違って、非常に軽い重量と非常に大きな強度を含む非常に特別な性質を持っていた」(p.4)。「全てのこれらの[モーグルの]がらくたでは……[農家のマック・ブレイゼルがしたように]ロズウェルへ長い旅行をする価値があると考えることはできるわけがなかっただろう」(p.7)。
インタビューされた目撃者が5人だけで、信用できる目撃者がいない: 空軍は5人の目撃者だけにインタビューを求め、これらのうち3人がモーグルに関与していた。それはさらに、批評家にとって、彼らが好ましい理論の裏づけを捜し求めていたことを示した。ロドガーとチェズニー: 「我々は空軍がロズウェルについての文献において名前が挙がっている全ての人物にインタビューするとは確実に思えなかったが、しかしたった5人の人物にしかインタビューしなかったことは調査の真剣な意図と真のゴールに疑問を投げかける」。
批評家たちは、インタビューされたこれらの目撃者のうちの数人の証言、特にシェリダン・キャヴィットの証言に焦点を合わせ、信用性に疑いを投げかけた。フリードマンは、以前にキャヴィットが彼と他の研究家たちに与えたインタビューに基づき、重い物体の衝突の気配がない、気象観測用気球と一致する少量の残骸についてのキャヴィットの話は「単純な、率直な、そして確実に嘘な」話であると記述する(p.114)。ランドルによると、空軍の結論を信じるためには、「我々は、ロズウェルの謎への答えを持つキャヴィットが、さまざまなUFO研究家によって何回もインタビューされたにもかかわらず、その答えを遅らせていたと信じなくてはいけない」(p.222)。
無視された重要な情報を持つ目撃者たち: 1994年までに、ほとんどの目撃者たちが死去している事実は認めるけれども、批評家たちが重要な情報と称する情報を持っている、大多数の目撃者たちは生存しており、そして無視された。ロドガーとチェズニーはこの遺漏のために、空軍の真の意図に疑問を投げかけた(上を参照)。ランドルによれば、「軍の将校と民間人の両方が秘密を守るよう誓わされたことと、残骸がモーグル計画の気球からのそれと一致しないことの両方を示す」大量の直接の証拠がある。「報告の著者リチャード・ウィーヴァーは全てのこれらのデータにアクセスしていたが、研究家がそれを調査するのを拒否した。彼らの作った文脈の中でのみ陳述が聞こえる、記録されたインタビューだけが利用可能であった。インタビューが記録されたのは、直接会ってインタビューできる目撃者のうち数人だった。「ウィーヴァーはモーグル計画の説明の弱点を示すだろうから、それを即座に却下している」」。
「誤認」のために罰せられたと思われる将兵がいない: もし、批評家たちが主張するような「誤認」が、報告が記載するように単なる「ブランチャード大佐とマーセル少佐による激しい反発」なのだとしたら、なぜこれらの将兵がこの不手際の結果を経歴の一部に被らなかったのだろうか？ロドガーとチェズニー: 「激しい反発は事実だったのだ！今では一つの控え目な言葉がある……。このとてつもない不手際の後に、マーセルとブランチャード、特にブランチャードが空軍の中で成功した経歴を持っていることから、この説明はさらなる嘲笑を誘う。彼らの行動が、今空軍が主張していることだったとしたら、それは即時の降等という結果になったはずである。
破棄された文書: 要請を出した下院議員スティーヴ・シフもこの報告に疑問を持った。事件についてさらなる解明への光を投じたと思われる、重要な文書が破棄されたとの報告がある、と彼は指摘している。
「GAOの報告は、この時期にロズウェル陸軍飛行場から出て行ったメッセージが、適切な権限なしに破棄されたと述べた」。これらのメッセージは、当時の将校たちがどのように彼らの上官に事件を説明したのかを示しただろう、とシフは言った。
「これらの外に出ていくメッセージは、決して破棄されるべきでない、永久の記録であったというのが私の理解だ。GAOは誰が、あるいはなぜ、メッセージを破棄したのかを特定できなかった」。
これらの批判があるにもかかわらず、他のプロのUFO研究家たちはモーグル計画が1947年の事件への最良の説明であると結論づけた。そしてさらに、失われたモーグル気球の放球の一つがチャールズ・ムーアによって復元されたことは、空軍の結論が正しいという可能性を多くの人に提示した。

## モーグルフライト4の復元
空軍報告が発表されたすぐ後、1947年のモーグル放球チームにいたチャールズ・ムーアは、モーグル計画フライト4の在り得た飛行経路の復元を試みようと決意した。フライト4は、失われて回収されなかった、そして空軍によってフォスター牧場で回収された残骸のありうる原因と認定された飛行計画である。
ケヴィン・ランドルなどの一部の研究家たちは、モーグル放球の当日の風向から、この飛行はこの事件を起こしうる候補から除外されると示唆していた。しかしムーアは風向を知っており、これらの気球が成層圏へと上昇したため、気球の飛行は簡単には推定されないことも知っていた。低層大気（対流圏）での風向が異なっていても、高層大気（成層圏）の風向は夏には東から吹く、とムーアは経験から知っていたのである。
フライト4の飛行経路を復元することの困難は、日記の記載以外に、どこにそれが飛行していったのかについて、少しの情報しかなかったことであった。気球と装置を追跡していたものについての唯一のヒントは飛行中にあった。レーダー、ソノブイおよび経緯儀が最初にモーグルの飛行を追跡しており、後者は重要であった。これらから、飛行はおよそ40マイルのレーダーの追跡範囲を越え、気球が漂流すると判明したので、ラジオゾンデのほうが選ばれ、後に捨てられることになった。他の飛行記録は存在し、それらはフライト2はレーダー追跡のためにレーウィン反射板を持っていたが、フライト5はラジオゾンデを持っていたことを示している。フライト4が失われたという事実と、フライト5が追跡のためにラジオゾンデを使用した事実が、フライト4をレーダーで追跡するのが不可能であったことの直接の結果であったことを強く示す、とムーアは推定した。もちろん、フライト4がレーダー反射板を持っていなければ、フォスター牧場の残骸の源ではありえなかった。
ムーアは彼が得られる限りの地元の気象と大気の情報を集め、フライト5と6から得られたデータを、フライト4が成層圏に入ったときのありえる旅行の方向修正に用いた。彼は元々のニューヨーク大学の記録に誤差を発見し、これを修正しなくてはならなかった。方位角がアラモゴードの磁気偏角を説明するために約12度だけ変えられた。これは気球の高度を著しく膨張させる効果を持っていた変化である。彼はさらに、これは上昇速度とどのくらい長く気球が空中にとどまったかの因子に影響を及ぼすと考え、気球が放球された一日の時刻（日記に記録されている）を考慮に入れた。
結果はフライト4がフォスター牧場の極めて近くに飛んでいく軌跡をえがいた。5や6などの、他の飛行計画では、続く日々の異なる風向のせいで、牧場の近くのいかなるところにも着地しえなかっただろう。ムーアの分析は、フライト4がフォスター牧場の残骸の原因であったことを証明するものではないにせよ、それにもかかわらずフライト4が原因として抹消されないことを確認した。
他の人たちは、ムーアの知見に対し、あらかじめ決定されている着地地点を確認するよう仕組んだものとして反論した。しかしムーアの意図はフライト4が牧場に着地しえたかを確認することであり、それが実際に起こったかどうかを証明することではなかった。結局ムーアの調査から得られた唯一の「確実なこと」は、その飛行の旅路を正確に繰り返すことはおそらく不可能であることと、そもそもフライト4が問題の牧場に着地しえなかったことが今までの議論において立証されていたのか否か、ということであろう。
デヴィッド・ルディアック（David Rudiak）はムーアの分析に詳細な反論を提出している。彼はこう言っている、「彼は不適切に彼の自身のデータを集めて彼の自身のモデルをでっち上げた。結局は、彼は単純に彼が求めた軌跡に強制的に飛行経路を合わせただけだ」。しかし、ロズウェルの討論でしばしば事実であるように、ルディアックの反論も詳細な反論を受けている。

## 1997年の空軍報告: 異星人の話に取り組む
事件の50周年の数日前に、空軍はThe Roswell Report: Case Closed （邦訳：『実録 ロズウェル事件』）と呼ばれる、1994年の報告を補完する報告を発表した。最終結論と報告の題名に示されているにもかかわらず、これが論争の余地を残したままにしているかどうかを訊かれたとき、国防省スポークスマン、ケネス・ベイコンKenneth Baconは言った: 「もちろんない」。彼の評価は本当であると証明されているが、それでもなおこの報告は、空軍がもっともらしく生じた異星人の話をどう受け取ったのかを非常に詳しく説明し、空軍の観点からの事件に向けられた最後の言葉を残す。それは、以前の報告とともに、ロズウェルUFO事件への懐疑論的返答への基礎も形成している。
この報告では、UFO研究家たちが、彼らの異星人の報告についての正確な日付を確立するのに失敗していたこと、そして誤ってこれらの報告をモーグル計画の残骸の回収（空軍が以前フォスター牧場の残骸の原因であるとして認定した）に結び付けていたこと、が結論づけられた(p.2)。さまざまな墜落現場をフォスター牧場での出来事と日付に結びつけた入り組んだシナリオが、報告された出来事に一致するように修正され、時間的枠組みを確立し、異星人の主張に信憑性を加えていた(p.12)。それはさらに、異星人の話が将兵に怪我人または死人を出した事件の、公表された軍の到達と記述について述べるものであるようだと結論づけた(p.2)。
これらの結論は多くの人から容易に信じられないという返答を受けた。しかし報告を、特にインタビューのくだりを注意深く読むと、実際にUFO研究家たちの多くが、目撃者たちの多くが提供した退屈な説明や、目撃者たちがしばしば述べた、彼らが思い出す出来事が起こったときの曖昧さを無視し、または書き漏らしてきたことは明らかである。

### 手法
1994年の報告はこう結論づけた: 異星人も異星人の宇宙船も空軍によって回収されなかった; モーグルの乗り物は乗客を輸送することが不可能なので、異星人の報告はモーグルの残骸の回収とは関係しない; 異常な活動はモーグルの回収の外側で1947年に空軍によって行われた。
これらの確立された事実を考慮して空軍は、異星人の報告を生じさせた実際の出来事は、たとえあったとしても、1947年には起こらなかったこと、およびこれまでに記録された、気球に関連する物体を記述する報告が、異星人の物語につながらないことを結論づけた。従って空軍はこれらの気球の残骸とその輸送に一致する多数の話をさらなる調査から除外し、異星人に焦点を当てる比較的少ない話を残した。
残る話から、幾つかの作業仮説が立てられた: 話の数と大まかに詳細を考慮すると、ある一つの出来事または複数の出来事が起こったらしい; 二つの墜落現場の記述の類似点と現場の間の大きな距離のせいで、一つの出来事が話への基礎を形づくったらしい（空軍はその調査の焦点をフォスター牧場の外側の二つの離れた墜落現場と思われるところに合わせた）; ロズウェル基地で起こった異星人の話が墜落現場の話と共通の要素を共有しないことから、この出来事は他の出来事とは関係ないらしい。
調査は最初に墜落現場の話に焦点を合わせ、複数の話のあいだに共通の筋道を捜し求めて、そういった結び目が見つかったら、それらがどのように実際の出来事に関係するかを探った。最後に、これらの実際の出来事が政府または軍の活動の一部であったかどうかが問われた(pp.13-14)。さらに、これらの話が出来事の実際の目撃者からのものか、あるいは誰か他人の話の再引用なのかどうかを決定するのに注意が払われた。それはロズウェル基地での異星人の話を、似た手法を使用して別個に扱った。

### 異星人の墜落現場と回収
複数の話が出来事の似た推移を追っていることが見出された: 一人の目撃者または複数の目撃者たちは離れた田園地帯におり、墜落した飛行機械に出くわした。これを調査するために止まったところ、見た目には飛行機械の乗客であったらしい奇妙な外見の「生き物」を、遠くから発見した。そのすぐ後に、兵士を伴った軍の護衛が到着し、民間人の目撃者[たち]にこの場を離れ、彼らが見たものを誰にも話さないよう命令した。そして軍の隊員は彼らの乗り物とその乗員の回収をはじめた。
「生き物」の特定の詳細も共通の筋を持っていた: 数人の目撃者たちは「生き物」が「プラスティック人形」または「ダミー」であると思ったと叙述した。他の共通の特徴は「生き物」が四本の指を持っていた、あるいは小指を欠いていたということだった。彼らは「毛がない」または「禿げ」だった。彼らの服装は「輝く銀白色-灰色の…つなぎのスーツ」だった。
さらに、目撃者たちは、「1950年あたり」または「私は日付を思い出せない」と言うなど、起こったことの日付についてしばしば曖昧である。そして、似た乗り物が存在していたと叙述された: 「レッカー車」、「6×6駆動トラック」、および「中型ジープ/トラック」と「ウェポンキャリア」(pp.13-14)。
空軍はこれらの共通要素を特定し見つけようと試みた: 異常が観察できるだけの距離がある場所での出来事; 正確な日付のない出来事; ニューメキシコ州の田舎で起こった出来事; 乗り物と四本指でつなぎのスーツのダミーが関与する出来事; レッカー車、6×6駆動トラック、ウェポンキャリア、その他の多数の兵員と乗り物を使用した出来事。
基地近くの記録を調査し、開発中の乗り物と計画およびそれらの付随する活動を再調査すると、似ていない活動または地理的位置に基づきこれらの出来事の原因として多くの候補がすぐに除外された。ミサイル、無線操縦機および航空機が関与する計画の調査はしたがって除外された。
ところが、ことが高高度気球実験となったとき、似た性質が特定された。多くの計画で異星人に間違われうる物体はなかったけれども、幾つかの計画は異星人に間違われうる装備を使用していた: 擬人ダミー。これらのダミーは1950年5月からニューメキシコ州で使われはじめ、それらの使用は、特に墜落テストに使用されるときに、広く認知されていた。1950年代の民間人の眼にとって、擬人ダミーが付随する高高度気球の回収は非常に奇妙に見えたことだろう(p.17)。
空軍はこれらのダミーを使う計画を調査し、多くの側面で目撃者の叙述に合う二つを見つけた。ハイダイヴ計画とエクセルシオ計画は、パイロットまたは宇宙飛行士が大きな高度からパラシュートを使って地上へと戻る手法を試験するためにダミーを使った。1954年6月から1959年2月までのあいだに43個の高高度気球は67体のダミーを運び、98,000フィートもの高さから落とされた。気球は漂流する傾向にあったので、それらはニューメキシコ州じゅうから回収された。さらに30体のダミーが1953年にホワイトサンズ性能試験場からの航空機によって落とされた。また150体が1959年に、もう一つの「異星人」目撃場所である、オハイオ州ライト-パターソン空軍基地から飛び立った航空機から落とされた。多数の回収場所が異星人の回収が起こったと主張される場所と一致することが観察された(pp.23-24)。
「隠蔽」があったとする主張とは裏腹に、報告はこれらの試験が秘密ではなく1950年代中ごろに広く公表されていたことを記している。記事はライフ誌やナショナル・ジオグラフィック誌といった高部数の発行物にも現れ、テレビはそれを扱ったフィルムすらも放映していた。"On the Threshold of Space"（「宇宙への出発時期に立って」）は1956年に発表され実際の擬人ダミーが取り扱われていた。
ダミーは、普通は濃いオリーブ色、灰色、または赤紫色のつなぎのジャンプスーツを着ており、これは標準の空軍装備であった(p.42)。回収作戦は典型的には8人から12人の隊員が関与し、ダミーが着地した後、可能な限り早く現場に到着した。普通回収には、レッカー車(M-342)、6×6駆動トラック(M-35)、ウェポンキャリア(M-37)、L-20偵察機、およびC-47輸送機を含むさまざまな乗り物と航空機が充てられた。この一連の車輛は、数人の目撃者たちの墜落地点の回収の叙述にぴったり合う、と報告は記している(p.30)。ダミーの即座の回収が調査目的のために要求されたので、フレアと明るい色のパラシュートが可視性を高めるためにしばしば用いられた。
時折、ダミーは見つからないことがあった。一つは三年に渡って見つけられず、幾つかのほかの物は失われた。さらに、ダミーは頻繁にダメージをうけ、多くの指、肢、またはそれらの頭部が失われていた。
ホロマン空軍基地からのダミーの輸送は、ダミーの内部に搭載された装置を傷つけるのを防ぐために、しばしば木枠の箱に入れて運搬された。これは梱包枠箱に入れて運搬された異星人の報告に寄与しただろう、と報告は記す。さらに、カンヴァス地の軍の担架と台車つき担架は、それらを基地や研究室へ運ぶのにしばしば使われ、これらが生きていたり、または最近死んだ生き物だという印象を与えたかも知れない(p.35)。初期のダミー実験では寒さから機器を保護するために絶縁バッグを使用しており、それが目撃者たちによって宇宙人と見られた可能性のあるもう一つのものだったのだろう。
報告は多くの他の1940年代、1950年代、および50年代のあいだに行われたニューメキシコ州地域における気球計画と他の乗り物の試験も記している。その多くがUFO報告を引き起こした。たとえば、つながれた気球は三角形であり、おそらくこの地域における異常な活動のいくつかの目撃報告の説明になる。ロズウェルUFOの研究者たちの一人に匿名で提供されたある目撃者の描写は、1960年代と1970年代に飛行した、つながれた気球の一部の外見とほとんど同一である(pp.45-6)。
次に、実際の目撃談の記述は、UFO研究家が目撃者が述べたとしていることに対し、これらの目撃者たちが実際はダミー落下の回収作戦を記述していたのかどうかを見るために綿密に精査された。
ジム・ラグズデイル（Jim Ragsdale）の証言は「ダミー」の叙述が含まれるだけでなく、ダミーを回収したとして知られる車輛を、実際の回収作戦のそれとほとんど完全に一致して叙述している。「私は死体……死体だかダミーだか……があったと確信する」。そして: 「二台か三台の6×6駆動の軍用トラック、レッカー車、そして全部があった」(p.56)。報告はこれは実際はダミー回収の叙述であり、彼の引用を選択的に使う著者たちが断言するような、異星人の回収を話したものではないと断定する。
アリス・ナイト（Alice Knight）とヴァーン・モルテイズ（Vern Maltais）からのまた聞きの話もダミーの叙述を示し、起こったことの日付についての不確実さを示す。「私は日付を思い出せない」、ナイトは言った。「彼らの頭は無毛だった」、モルテイズは言った、そして彼らの服装は「つなぎであり灰色」だった(p.58-9)。
ジェラルド・アンダーソンGerald Andersonからの直接の話も同様にダミーに合致すると思われる叙述を提示する: 「彼らはプラスティック人形だと思った」、と彼は言った。彼は「飛行船」も叙述しており、軍の回収作戦を誤認したことを示す(p.61)。「ジープ様のトラックがあってその中に多数の無線が装備されていた」の記述は、まるで1953年まで使われなかった、改修型ダッジM-37多目的トラックのように聞こえ、日付についてのさらなる混乱を示す。
空軍報告はこう結論した: 「ここで精査された、UFO理論家自身によって提供された叙述は、これらの空軍計画に著しく―そして過剰に―似ている。唯一の筋の通った結論は目撃者たちがこれらの活動を叙述したということしかありえない」(p.68)。

### ロズウェル陸軍飛行場での異星人の話
報告は、ほとんどがグレン・デニス一個人の証言に基づく、ロズウェル基地での異星人の、非常に詳細な死体の話についての議論へと移る。彼の話(ロズウェル事件の目撃談を参照)は、ロズウェル基地に集中する、日付、出来事、および個人について多くの特定の詳細を持っていた。
デニスの話は、大きなスパンの時間帯から、そこにいた人々と起こった出来事を合併し、それらを1947年6月の時期のいつかの日へと融合したものだ、と報告は結論づけた。「彼の叙述した話を実際の出来事の公式記録と比較したとき、広範囲な時間的不正確さは12年もの日付の誤りを含むと思われることが示された」(p.79)。
イングランドから船で送られてきたと彼が主張した看護師は、イングランドで務めていることがまわりに知られていた一人の看護師だったのだろう―しかしその人物がそこに務めていたのは1952年から1955年のあいだであった。彼女は健康状態を理由に1947年9月に基地を離れた。デニスは出来事に関与した小児科医も叙述していたが、この人物に該当しえた人は、1954年まで主張された場所―ニューメキシコ州ファーミングトン―にきていなかった。
多数の矛盾が明らかになった。たとえば、1952年まで使われていなかった用語である、「航空兵」という表現をデニスは繰り返し使った(p.86)。そして、アメリカ陸軍航空隊が人種的に差別されていた時代であるにもかかわらず、白人の士官を伴う「黒人軍曹」への言及があった。これは当時にはほぼありえなかった組み合わせであった。さらなる調査が彼の叙述に出てくる人物に相当する個人を明らかにしたが、彼らがロズウェルにいたのはもっと後であった。ルーシル・C・スラッテリー中佐Lt. Col. Lucille C. Slatteryは、「スラッツ」のあだ名を持ち、デニスによってその場所にいたと叙述された空軍看護師であったが、問題の出来事の一ヶ月後まで基地病院に到着していなかった(pp.88-9)。
デニスが多くの場合、1947年6月より後にいた個人、または故人を合成して作り出した人物を含む話をしていたと断定した後、報告は異星人の話と、これらの個人と同じ時間帯にロズウェル陸軍飛行場/ウォーカー空軍基地（ロズウェル陸軍飛行場は1947年後期にウォーカー空軍基地と改名された）で、以下の話に合致する出来事が何か起こっていなかったかについての話に移った: 「非常にずたずたの」、「黒い」、「小さな体の」死体; 普段ロズウェル/ウォーカー基地に配属されていない検死解剖を行う二人の医師; 異常に大きな頭部を持つ死体; 赤髪の大佐の関与; カヌー様の残骸の近くに停まった救急車; 高められたセキュリティ。
死亡者、検死解剖、およびひどく燃えた死体が関わる一つの事件が見つかった: 1956年1月26日のKC-97G航空機が関与した給油事故である。11人が死亡した。デニスの話と事件とのあいだの際立った類似点が明らかである。飛行士の黒焦げで手足がばらばらになった死体は彼の「非常にずたずたの」、「黒い」死体の叙述に一致し、「3フィート半から4フィートの身長」は下肢が失われた燃えた死体の検死解剖報告に一致する。また、検死解剖は飛行士のうち三人―デニスの話と合致する―について行われ、そしてこの検死解剖はデニスが同じ時期のあいだに雇用されていたと主張する遺体安置所で行われた。観察された二人の未知の医師は、基地で予備的検死解剖を行った、空軍の民間人の専門家と地元の病理学者であったのだろう。報告された、高圧的かつ高度な保安体制の叙述は、肯定的な判定が決定される前の、死亡情報の発表に関する手順の状況にあったのだろう(p.99)。
この地域における高高度または低高度の有人気球実験の記録も、一部の話との類似点を明らかにした。エクセルシオ計画の一部である、1959年5月の低高度気球の事故は、ウォーカー空軍基地へと空輸された、三人の怪我をした搭乗員たちを生んだ。この計画には反対論があり、事故の結果は計画の中止を導くだろうという非常に現実的な見込みがあった。このため、単なる事故という事実にもかかわらず搭乗員の男たちは狼狽した。この論争は、大気中の約100,000フィートの気球からパラシュート降下するという試みが、賢明かどうかについて疑問を投げかけていた。それゆえに、この計画を取り巻く要素は多くが秘密にされた。これは、当事者であるジョゼフ・キッティンジャー大尉Captain Joseph Kittingerによって書かれた1961年の本、"The Long Lonely Leap"によって裏付けられている(p.109)。キッティンジャーは、赤毛で身長6フィートの人であった。彼はデニスが言及する赤毛の大尉であるように思われる。デニスは「あなたは何も見なかった。ここで墜落なんてなかった。あなたは街へ行ってあなたが何かを見たあるいは何かの墜落があったといういかなる噂もしない」と言ったと述べた。デニスは実際に3人の怪我を追ったクルーの男の到着を目撃し、それからしゃべらないように警告されたが、その警告はエクセルシオ計画を保護するためのものだった、と報告は断定する(p.110)。ちなみにキッティンジャーはこれらの高高度からのパラシュート降下をし続けることになった。そのうちの一つはいまだに全ての時代の記録として成立している、1960年の102,800フィートという記録である。
3人の男のエクセルシオのクルーが救急車によって護送された。そして、デニスによる叙述はその日に存在したものと極めて合致する。彼が考えたものは「カヌーの尾部のような……ステンレス鋼のような……ある種の青紫色の着色がされていた」であり、一台の救急車の荷台の残骸だったと彼は報告した。この叙述は、この任務へと転用された、救急車の上の空軍ブルーに塗色された二つの鉄製パネルを正確に叙述している、と報告は記している(p.113)。「壊れたガラス」に似た床いっぱいの残骸といった他の叙述は、任務から回収された透明プラスティックのポリエチレン気球と一致する。
デニスが叙述した保安態勢の高められた状態は、エクセルシオのチームの到着でとられた、特別の保安体制に非常に似ているようである。発表されずに到着した気球クルーの存在は、多くの基地隊員に対し、彼らがセキュリティ上の脅迫を受けた、または核武装した施設の警戒体制を試験する戦略航空軍団からのチームだった、と信じさせた。どちらにせよ、基地の隊員はその日さらに強い警戒状態の中にあり、これはデニスの述べた高圧さの説明になるだろう。気球クルー自身は彼らの到着時に、機関銃で武装した隊員によって迎えられた。
報告の一つは肥大した頭部を持つ異星人に言及していた。これは鼻がかろうじて突き出しているぐらいに頭部が腫れていた、クルーの怪我の一つを誤認したものだったのだろう(p.119)。このクルーのメンバー、ダン・フルガム大尉（Capt. Dan Fulgham）は、C-131医療航空機でライト-パターソン空軍基地へと空輸された。彼はキッティンジャーによって運ばれ、腫れが彼の視界を遮っていたので付き添いを必要とした。フルガムの妻がそこにいて、自分の夫はどこにいるのか、とキッティンジャーに訊ねた。「私は彼女に、奥様、これがあなたの夫です、と話した。そして私は彼女に、私が傾斜路の下へと導いてきたこの小さな塊を見せた。そして彼女は1マイル離れたところでも聞こえる叫び声を出した」(p.120)。

### 結論
異星人の報告は、実際は多くの立証できる出来事の編集であり、そのうちどれもが実際の異星人または異星人の宇宙機の存在が関与していない、と報告は結論づけた。「これらの実際の出来事の不完全で不正確な混ざり合いは、センセーショナルな物語を作り上げるのに十分な事実に基礎を置いていたが、しかし公式記録に比較されたとき詳細の調査に耐えられない」(p.123)。
報告はさらに、「隠蔽」の連続とは程遠く、この報告が「ほとんどUFO擁護者たち自身によってもたらされた記述だけに頼った調査」[強調は原文]に基づいた、と記している。
目撃者の実際の陳述を精査したとき―さまざまな研究者たちが彼らのUFO解釈とともに最も重要だと報告したことに対して―「非常に間違った何か」があったと報告は述べた。「……目撃者または彼らの陳述を自由に解釈したUFO擁護者は、1)混乱したか、2)でっち上げを犯そうと試みたか、のどちらかであったことが非常に明白になってきた。彼らの物語が事実であることを証明しようとする真剣な努力が始められたことはないと思われるのだ」。
一部の事例では率直な誤解が起こったらしいことを認めるが、一部の他のものに向けては報告はそれほど寛大ではなかった。「他の叙述は、特に死亡した、または怪我をした空軍の一員のことを、薄いヴェールを覆って言及したと思われる叙述について、純真な誤解と見ることは難しい。自国の軍務の中で空軍の一員が死に、または怪我をした悲惨な事件を、誤って伝えようとし、または利用しようとする何らかの試みがあり、そのようなことさえされなければ単純な誤解、または率直な間違いと見なされるだろうことを、かなり変質させている」(p.125)。

### 報告についての批判
批評家たちは、1947年の何年も後に起こった出来事が、1947年の出来事の原因を説明するのは明白に疑わしい、と報告を攻撃している。スタントン・フリードマンによると、「公式のアメリカ空軍の物語のうち最もばかげたものの一つは、墜落テストダミーというナンセンスである……。二つの墜落現場の近くのどこかに落ちたものはなかったし、1947年の出来事の6年後（1953年）より前に落とされたものもなかった」。フリードマンは、1978年にジェシー・マーセルにインタビューしてロズウェルUFO事件への大衆の興味を喚起した人物である。「ロズウェル基地病院とサンアグスティン平原の中で観察された赤毛の将校について、彼らは気が狂った説明を行った。世界クラスのパイロット、ジョゼフ・キッティンジャーは赤毛であり、気球の事故の後にロズウェル基地病院にいた。しかしそれは12年後の話だ！説明が合わないのなら、無罪が宣告されなくてはいけない」
他の批評家たちは、ジェラルド・アンダーソン（Gerald Anderson）のようなすでに信頼されていない目撃者たちを使っているのに、フランク・カウフマン（Frank Kaufman）のようなもっと説得力のある目撃者たちを無視しているとして、さらなる反対意見を育てた。UFO研究センターのマーク・ロドガーによると、「カウフマンは彼が関与した出来事についてメモに書き留めていた。これらの出来事について彼が混乱していたことを空軍が示すのは不可能だった。そのため、カウフマンが調査に含められなかったというのが最もありえそうなことである」。
目撃者たちの証言は選択的に使われた、と批評家たちは非難している。たとえば、高速度で飛行する物体と異常な残骸についての、ジム・ラグズデイルの叙述は無視された。また、空軍の説明がつじつまに合うのだとしたら、目撃者たちは回収地点で兵員たちに覚えられているはずである。いまだに彼らがいたとされるいずれかのダミー回収の場面で、目撃者の中で思い出されたという人はいない。さらに、現場で回収されたダミーはどれも身長約6フィートであり、身長4フィートの異星人の報告の原因とするには大きすぎる。
ロドガーによると、グレン・デニスの証言に関して、彼が飛行士の焼身体と異星人を混同した、あるいは1947年の数年後に彼の遺体安置場で行われた彼らの検死解剖をロズウェル基地の死体解剖と間違えた、というのは「不合理」である。一つの「誤った」記憶へと結合された、まったく異なる出来事と人々の長いリストについて、彼はこう言っている。「正気で適任な一目撃者によって一つの出来事へと無意識に結合された、全ての個々の挿話の妥当性を、読者は判断させられる。なお、彼は1959年に病院にいたこと、あるいはこれらの将兵の誰かを知っていた、または会っていたことすらも証明できていない」。
「これは単純にもう一つの政府の事実隠蔽の試みであるか、あるいはもっと悪く、明らかな無能力と税金の無駄遣いの実例である、という結論しか下せない」。